# Brandon Stone
Brandon Stone (nascido em 20 de abril de 1993) é um jogador sul-africano de golfe profissional que atualmente joga nos torneios do Circuito Europeu e do Circuito Sunshine.

## Rio 2016, competição masculina do golfe olímpico
No golfe dos Jogos Olímpicos de Verão de 2016, realizados no Rio de Janeiro, Brasil, terminou sua participação na competição de jogo por tacadas individual masculino em quinquagésimo quinto lugar, com 293 tacadas (75-72-71-75), nove abaixo do par, representando África do Sul.